# Universitätsplatz (Rostock)

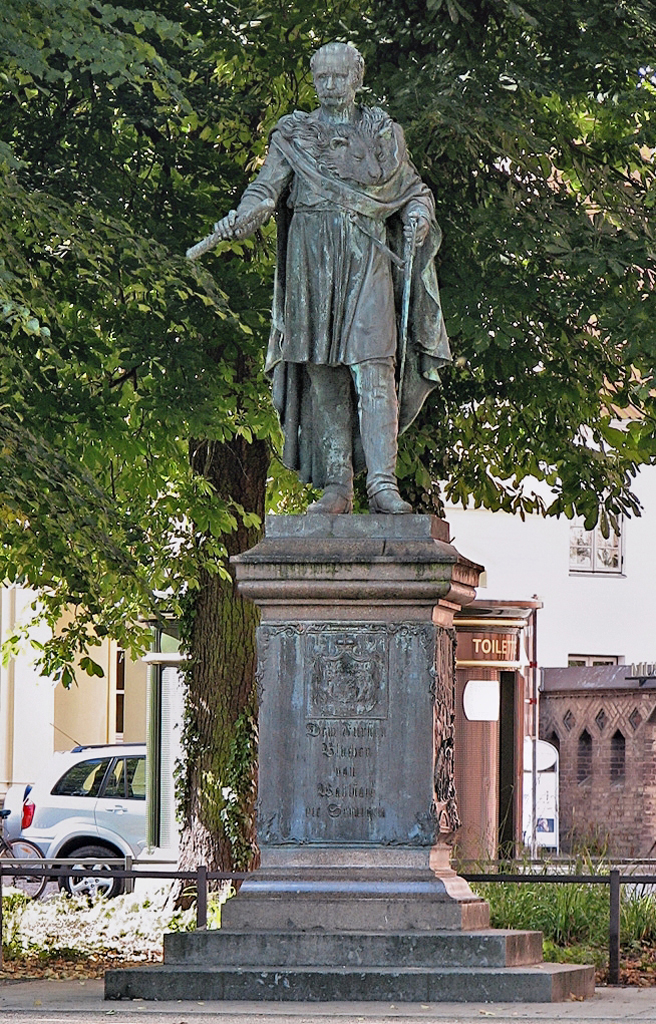
Blücherdenkmal

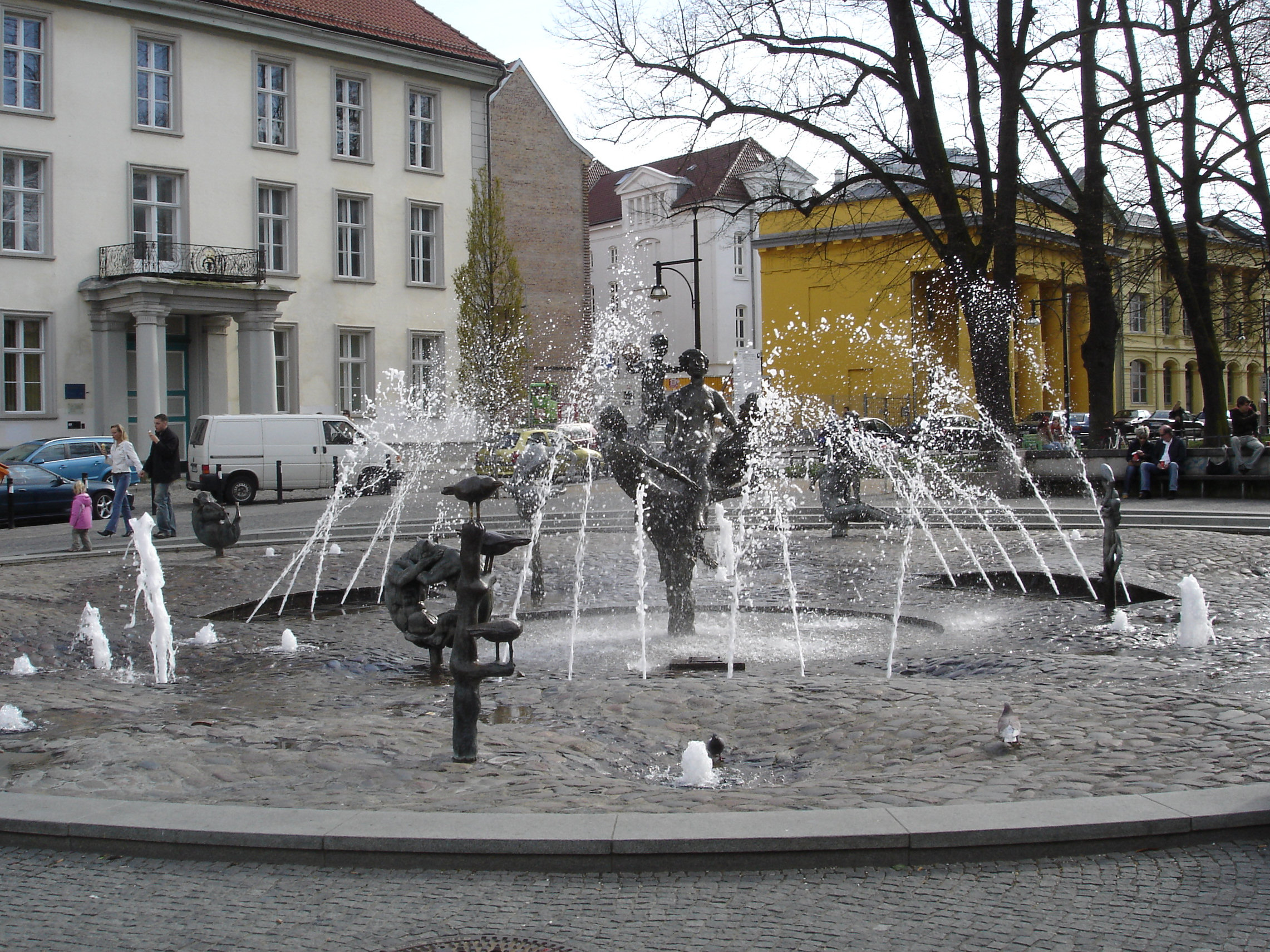
Brunnen der Lebensfreude

Der Rostocker Universitätsplatz, der geschichtliche Hopfenmarkt, ist neben dem Alten Markt und dem Neuen Markt einer der drei historischen Marktplätze der Hansestadt. Heute Fußgängerzone, ist er der Mittelpunkt der Kröpeliner Straße, und es münden in ihn die Breite Straße, die Schwaansche Straße und die Pädagogienstraße. Im historischen Sinn wird er von der Ecke Pädagogienstraße im Westen und der Faulen Grube bzw. der Buchbinderstraße, im Osten, der Grenze zur Mittelstadt, begrenzt. Er ist Teil der historischen Rostocker Neustadt.

## Geschichte
Vom Ende des 12. Jahrhunderts bis zum 13. Jahrhundert entstanden am südlichen Ufer der Unterwarnow nacheinander drei zunächst eigenständige Kaufmannsiedlungen, die Alt-, Mittel- und Neustadt, welche sich 1265 offiziell zur Stadt Rostock zusammenschlossen. In jeder Teilstadt wurde ein Marktplatz angelegt und mindestens eine Kirche errichtet, in der Mittelstadt die Marienkirche, in der Altstadt mit der Petrikirche und der jüngeren Nikolaikirche sogar zwei Kirchen. Pfarrkirche der Neustadt war die Jakobikirche. Der Markt der Altstadt ist der Alte Markt, der Markt der Mittelstadt trägt nach zahlreichen Umbenennungen wieder den Namen Neuer Markt.
Der ursprüngliche Name des Marktes der Neustadt war Hopfenmarkt. Über die Breite Straße und die Schnickmannstraße war er direkt mit dem Stadthafen an der Unterwarnow verbunden. Seine für norddeutsche Städte ungewöhnliche Dreiecksform verdankt er der Tatsache, dass sich an dieser Stelle im Mittelalter zwei Handelswege gabelten.
Nach der Gründung der Universität Rostock im Jahr 1419 wurde das frei auf dem Marktplatz befindliche Neustädtische Rathaus zum Auditorium Magnum umfunktioniert, dessen Abriss 1817 erfolgte. Gleichfalls in der Zeit der Universitätsgründung wurde im ehemaligen Wohnsitz des Bischofs von Schwerin auf der Westseite des Marktes das Collegium Philosophicum eingerichtet. Dieses Gebäude brannte im Jahr 1565 vollständig ab. Ein Jahr später wurde an seiner Stelle das so genannte Weiße Kolleg fertiggestellt, ein weiß verputztes, recht schlichtes dreistöckiges Gebäude mit fünf gotischen Giebeln auf dem Dach. Das Weiße Kolleg wurde 1864 wegen Baufälligkeit und da es den Anforderungen eines modernen Lehrbetriebs längst nicht mehr genügen konnte, abgerissen. An seinem Standort wurde von 1864 bis 1870 das heute noch vorhandene Universitätshauptgebäude im Stil der Neorenaissance errichtet. Die Südseite des heutigen Universitätsplatzes wurde einst von gotischen Giebelhäusern dominiert, die sich ursprünglich im Besitz des Klosters zum Heiligen Kreuz befanden und seit der Gründung der Universität die Regentienen, eine Art von Studentenwohnheimen, beherbergten und Namen wie „Roter Löwe“, „Einhorn“, „Wilder Mann“ oder „Adlersburg“ trugen. An ihrem Standort wurden ab dem 18. Jahrhundert barocke, später klassizistische Repräsentationsgebäude der mecklenburgischen Landesherrschaft errichtet, die alle heute noch vorhanden sind. Es handelt sich um das barocke Palais mit angeschlossenem Barocksaal, die einstige Neue Wache mit breiten dorischen Säulen und das ehemalige Oberappellationsgericht. Diese Bauten werden heute alle von der Universität genutzt. 1821 errichtete man auf dem Platz eine überlebensgroße Kupferplastik des in Rostock geborenen Marschalls der Befreiungskriege, Gebhard Leberecht von Blücher und verlieh ihm zu Ehren dem Abschnitt zwischen Pädagogien- und Breiter Straße den Namen Blücherplatz.
In den Bombennächten Ende April 1942, bei denen mehr als die Hälfte des historischen Stadtkerns Rostocks vernichtet wurde, blieben die Westseite mit dem Universitätshauptgebäude und die Südseite mit den ehemaligen herzoglichen Bauten unbeschädigt, die Nordseite zwischen Pädagogien- und Breiter Straße wurde hingegen vollständig zerstört. Eine an dieser Stelle noch zu Kriegszeiten errichtete Baracke wurde erst 1986 durch das Fünfgiebelhaus nach Entwürfen von Peter Baumbach ersetzt. Nach dem Zweiten Weltkrieg benannte man den Platz und die Kröpeliner Straße nach dem sowjetischen Staatschef Josef Stalin, ehe der einstige Hopfenmarkt 1961 seinen endgültigen Namen Universitätsplatz erhielt. In der Platzmitte steht der Brunnen der Lebensfreude (im Volksmund meist Pornobrunnen genannt, was sogar zur Folge hat, dass viele Neuzugezogene den ursprünglichen Namen nicht kennen), der 1985 von den Bildhauern Jo Jastram und Reinhard Dietrich geschaffen wurde.